# La Princesse rebelle (téléfilm)
La Princesse rebelle (Fantaghirò) est le premier épisode de la série télévisée La Caverne de la rose d'or diffusé pour la première fois sur Canale 5 le 22 décembre 1991.

## Résumé
Dans un pays en guerre depuis des décennies vit un roi, père de deux petites filles : Catherine, l'aînée, remarquable pour son intelligence, et la belle Caroline. Cependant, la reine vient à mourir en donnant naissance à une troisième petite fille. Le roi, qui désirait un fils héritier du trône, est déchiré par la mort de la reine et s'en prend à l'enfant en la conduisant dans la grotte de la « bête sacrée » pour l'offrir en sacrifice. La sorcière blanche, qui avait prédit la naissance d'une fille, intervient discrètement. Le roi ouvre alors les yeux sur son geste et décide de lui accorder la vie sauve. Il baptise l'enfant Fantagaro.

D'un tempérament rebelle au premier abord vis-à-vis de sa situation de femme « naturellement inférieure » et de l'intolérance de son père qui souhaite la marier de force, Fantagaro s'enfuit du château. Elle apprend en secret à se battre auprès d'un mystérieux chevalier blanc, qu'elle rencontre par hasard dans la forêt. Elle croise également la route du prince ennemi Romualdo, qui est fasciné par son regard. La sorcière blanche intervient cependant pour éloigner le prince de Fantagaro. La princesse retourne au château, lors de la cérémonie de présentation des prétendants. Après son intervention, les prétendants renoncent au mariage sous les yeux impuissants du roi qui, pour punir sa fille, l'envoie aux cuisines pour travailler. Fantagaro y fait la connaissance d'une oie bavarde qui lui offre ses conseils pour se sortir de la situation. 

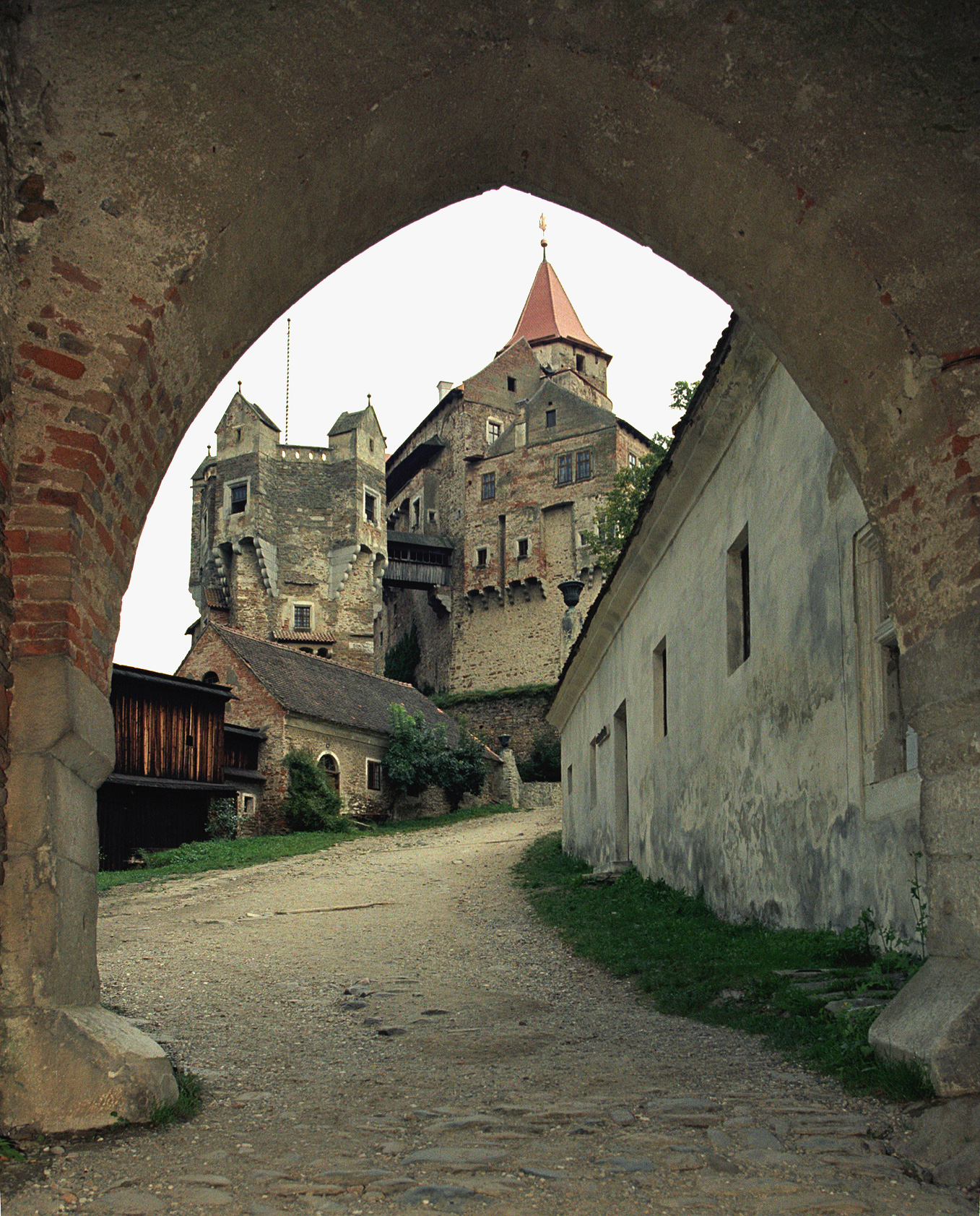
Château du roi Romualdo visible dans La Princesse rebelle (Château de Pernštejn).

Pacifiste, le prince Romualdo, devenu roi, ne voit pas l'intérêt de poursuivre la guerre amorcée par son père, et propose au roi ennemi un duel contre son champion. La sorcière blanche conseille également au roi d'accepter le défi de Romualdo en prédisant que seule sa progéniture pourra remporter le duel. Fantagaro et ses deux sœurs décident donc de se faire passer pour des hommes afin de pouvoir défier le prince Romualdo et ses deux acolytes, Cataldo et Ivaldo. 
Avant même le début des duels, Catherine et Caroline, qui n'ont jamais vraiment désiré se battre, rebroussent chemin et retournent au château après s'être disputées avec Fantagaro. Fantagaro, vêtue de son armure et se faisant passer pour le Comte de Gousdown, croise la route de Romualdo, Cataldo et Ivaldo, et leur ordonne de la laisser passer. Se sentant mis au défi, Cataldo combat Fantagaro et la met à terre. Lorsque Romualdo lui tend une main amicale pour l'aider à se relever, il semble reconnaître le regard qu'il avait croisé dans la forêt. Romualdo propose différents défis amicaux à son ennemi le Comte de Gousdown. Romualdo a des doutes concernant le Comte et pour être certain, lui propose lors d'une partie de chasse de se rendre dans la grotte de la bête sacrée, réputée pour être, selon la légende, ce que redoute le plus une femme de peur d'être dévorée. Fantagaro vient à la chasse sans son armure mais ses cheveux courts entretiennent le doute. Cependant, remarquant que le Comte accepte volontiers le défi, Romualdo cherche finalement à l'en dissuader. Mais Fantagaro s'entête et relève le défi. Elle parvient à ressortir de la grotte indemne. Mais le défi final ôte les derniers doutes de Romualdo qui, après avoir proposé une course à la nage, constate que le Comte refuse de se dévêtir devant la foule. Agacé de son entêtement, Romualdo accepte finalement un duel en armes lancé par Fantagaro, et en sort perdant. Fantagaro est victorieuse mais refuse d'achever son ennemi, comme le voudrait la coutume. Le lendemain, Romualdo vient rendre les armes au roi ennemi, qui lui propose de continuer à régner sur son royaume, après avoir consenti au mariage de Catherine avec son ami Cataldo, et de Caroline avec Ivaldo, afin d'assurer une paix durable entre leurs deux royaumes. Catherine conduit Romualdo au sommet de la tour du château où est enfermée Fantagaro pour trahison, et Fantagaro reconnaît ses sentiments pour lui.

## Fiche technique
- Titre original : Fantaghirò
- Titre français : La Princesse rebelle
- Réalisation : Lamberto Bava
- Scénario : Gianni Romoli et Francesca Melandri (d'après l'histoire courte « Fanta-Ghirò, persona bella » d'Italo Calvino).
- Musique : Amedeo Minghi
- Production : Andrea Piazzesi
- Sociétés de production : Mediaset
- Pays d'origine:  Italie
- Langues d'origine: anglais
- Pays de tournage:  Tchécoslovaquie
- Durée : 2 parties de 90 minutes
- Dates de diffusion[1] :
  - Italie : à partir du 22 décembre 1991 sur Canale 5
  - France : à partir de décembre 1992 sur M6.

## Distribution
- Alessandra Martines (VF : Elle-même) : Fantagaro
- Kim Rossi Stuart (VF : Luq Hamet) : Romualdo
- Ornella Marcucci : Catherine
- Kateřina Brožová (VF : Magali Barney) : Caroline
- Stefano Davanzati (VF : Vincent Ropion) : Cataldo
- Tomás Valík (VF : Vincent Violette) : Ivaldo
- Ángela Molina : la sorcière blanche
- Mario Adorf : le roi, père de Fantagaro
- Jean-Pierre Cassel (VF : Lui-même) : le général